# Pacte de Lizarra

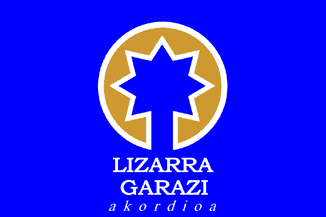
Emblema del Pacte de Lizarra

El Pacte d'Estella o Pacte de Lizarra fou un pacte de forces polítiques basques subscrit el 12 de setembre de 1998 que reuní a grups de centre, dreta i esquerra partidaris de la construcció nacional d'Euskadi i del lliure exercici de l'autodeterminació, per avançar cap a la independència nacional. Enfront es van situar els partits centralistes espanyols, principalment el PSOE i el PP.
La signatura del pacte fou respost per Euskadi Ta Askatasuna amb la declaració d'una treva indefinida i a un govern autònom de coalició format el 2 de gener de 1999 per Partit Nacionalista Basc i Eusko Alkartasuna guiat per Juan José Ibarretxe i recolzat externament, per primera vegada, per Euskal Herritarrok, la nova coalició electoral de l'esquerra abertzale.
L'emblema del pacte va prendre els seus colors de les banderes d'Estella (Lizarra) i de Donibane Garazi (Saint Jean de Pied de Port).